# 和田義亮
和田 義亮（わだ よしすけ、文化5年（1808年） - 明治12年（1879年）11月8日）は、江戸時代末期（幕末期）の尊皇派志士。通称は武雄、別名は大沢 逸平。孫は、大倉恒吉商店（現・月桂冠）株式会社取締役の和田義為。

## 略伝
大和国宇智郡大岡村（現在の奈良県五條市岡町）の庄屋・山田家出身。山田家は甲斐国郡内の小山田氏の者が武田信虎について高野山に来た後、宇智郡で土着したと伝え、小山田を山田と改めたという。ちなみに小山田氏は坂東平氏である。和田は平氏を名乗っていた。山田氏の末裔に残る文書にも小山田とある文書がある。父は佐平としているが、山田氏墓地の墓には真平とある。同じ五條の森田節斎に学んだ。
文久年間頃より尊皇攘夷運動に参加して真木保臣・平野国臣・高杉晋作らと親交を結んだ。生野の変に参加し、池田屋事件では新選組の襲撃に遭いながら咄嗟の判断で隠れることに成功して生き延びた。禁門の変において長州藩軍と合流して天龍寺に駐屯するが、敗退後天王山にて真木の最期を看取り、その遺言を高杉・三条実美らに伝えるために長州藩に向かい、そのまま同藩に留まる。
四境戦争では長州側の一員として小瀬川の攻防戦で奮闘した。戊辰戦争では北陸道総督の下で鎮撫活動にあたり、戦功で4人俸禄を授けられた。その後、宮内省に出仕したが、晩年は京都で西陣織職人となり、西陣織の再興に尽力した。大正8年（1919年）、正五位が贈られた。